# رو (وینی پو)
رو (انگلیسی: Roo) یک شخصیت خیالی است که در سال ۱۹۲۶ توسط ای. ای. میلن خلق شد و برای اولین‌بار در کتاب وینی پو به‌نمایش درآمد. او یک کانگورو کوچک (معروف به جویی) و مادرش کانگا است. مانند بسیاری دیگر از شخصیت‌های پو، رو بر اساس یک حیوان عروسکی است که متعلق به پسر میلن، کریستوفر رابین میلن است. ولی رو در دهه ۱۹۳۰ در یک باغ سیب در جایی در ساسکس گم شد.